# Resolució 1026 del Consell de Seguretat de les Nacions Unides
La Resolució 1026 del Consell de Seguretat de les Nacions Unides fou adoptada per unanimitat el 30 de novembre de 1995. Després de recordar resolucions 982 (1995) i 998 (1995) sobre la Força de Protecció de les Nacions Unides (UNPROFOR), el Consell va autoritzar l'extensió del seu mandat fins al 31 de gener de 1996.
El Consell va tornar a donar la benvinguda a l'acord de Dayton entre Bòsnia i Hercegovina, Croàcia i la República Federal de Iugoslàvia (Sèrbia i Montenegro) i va subratllar la necessitat que totes les parts compleixin aquest acord. També va ser elogiat el paper de la UNPROFOR.
Actuant en virtut del Capítol VII de la Carta de les Nacions Unides el Consell de Seguretat va prorrogar el mandat de la UNPROFOR fins al 31 de gener de 1996 pendent d'adoptar noves mesures sobre l'aplicació de l'acord de Dayton. El Secretari General Boutros Boutros-Ghali va ser convidat a mantenir informat el Consell sobre les novetats i presentar informes sobre l'aplicació de l'acord i sobre com afectaria el paper de les Nacions Unides.